# Marussia MR03
El Marussia MR03 es un monoplaza de Fórmula 1 diseñado por Marussia F1 Team para la temporada 2014.
El coche iba a ser presentado el 28 de enero de 2014, pero por problemas técnicos, se postergó el lanzamiento, el cual se produjo el 30 de enero en el Circuito de Jerez, durante los test de pretemporada. En la temporada 2014 fue conducido por Jules Bianchi y por Max Chilton.
El 5 de noviembre de 2014 se publicó la lista oficial de la FIA de los equipos inscritos para 2015, sorprendiendo la aparición de Manor en lugar de Marussia. La marca británica se inscribió bajo el nombre de Manor F1 Team (como compañía, Manor Grand Prix Racing LTD), pero no llegó a tiempo con los trabajos de su monoplaza (Manor MRT05), por lo que disputó ese torneo con una versión desarrollada del coche de Marussia, al cual denominaron MR03B y extraoficialmente también fue conocido como Manor MR03B.
Las diferencias más notorias entre el Marussia MR03 y el MR03B, se encontraron en la reestructuración del morro delantero. Otro cambio significativo (además de la estructura del monoplaza y de su estética) fue el incremento del peso, que pasó de los 691 kg (2014) a los 702 kg (2015).

## Trayectoria

### Temporada 2014: MR03

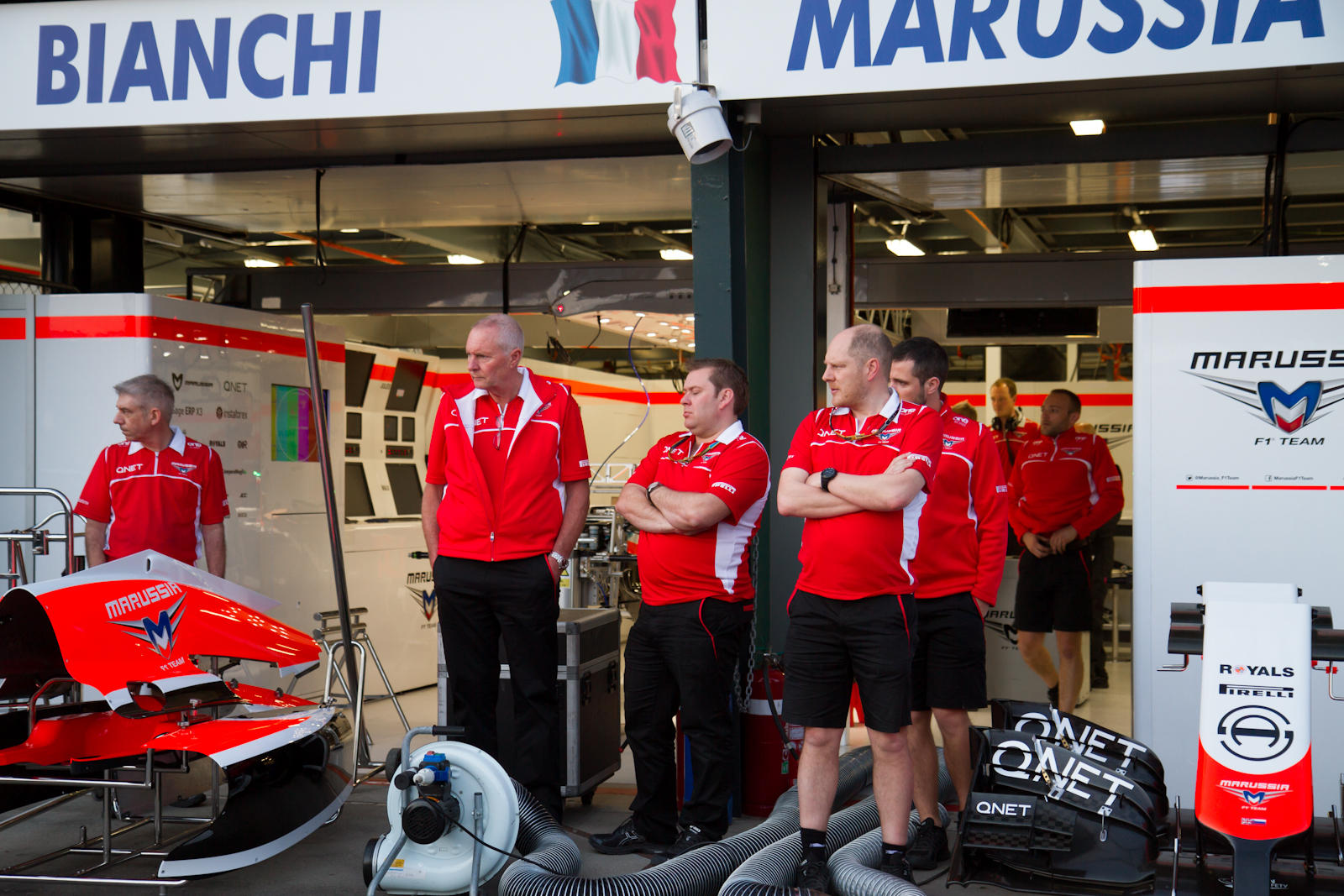
Gran Premio de Australia de 2014, carrera debut del Marussia MR03.

Tal y como se esperaba, siendo Marussia F1 Team uno de los equipos más humildes de la parrilla (sino el más), el coche ocupó la zona de la cola en todas las carreras, luchando por no quedar últimos con Caterham F1 Team. Sin embargo, en el Gran Premio de Mónaco, un inspirado Jules Bianchi logró el milagro de llevar su humilde MR03 a meta en octavo, puesto que se transformó en un noveno por una sanción de 5 segundos que acarreaba, lo cual no quitó al equipo disfrutar de los primeros puntos de su historia desde su creación en 2010, y que a la postre le otorgarían el 9.º puesto en el campeonato de constructores por delante de equipos como Sauber F1 Team con un coche mucho mejor y mucho más presupuesto. 
En el Gran Premio de Japón de 2014, una carrera marcada por la lluvia y los problemas, Jules Bianchi sufrió un fuerte y grave accidente con una grúa que retiraba el coche accidentado de Adrian Sutil en una curva, con lo que entró en coma, estado en el que se mantuvo hasta su fallecimiento el 17 de julio de 2015.
Tras el Gran Premio de Rusia, el equipo comunicó que no participaría en los Grandes Premios de Estados Unidos y Brasil por problemas económicos, los mismos que les llevarían a no participar finalmente en Abu Dabi y retirarse de la categoría definitivamente. 

### Temporada 2015: MR03B

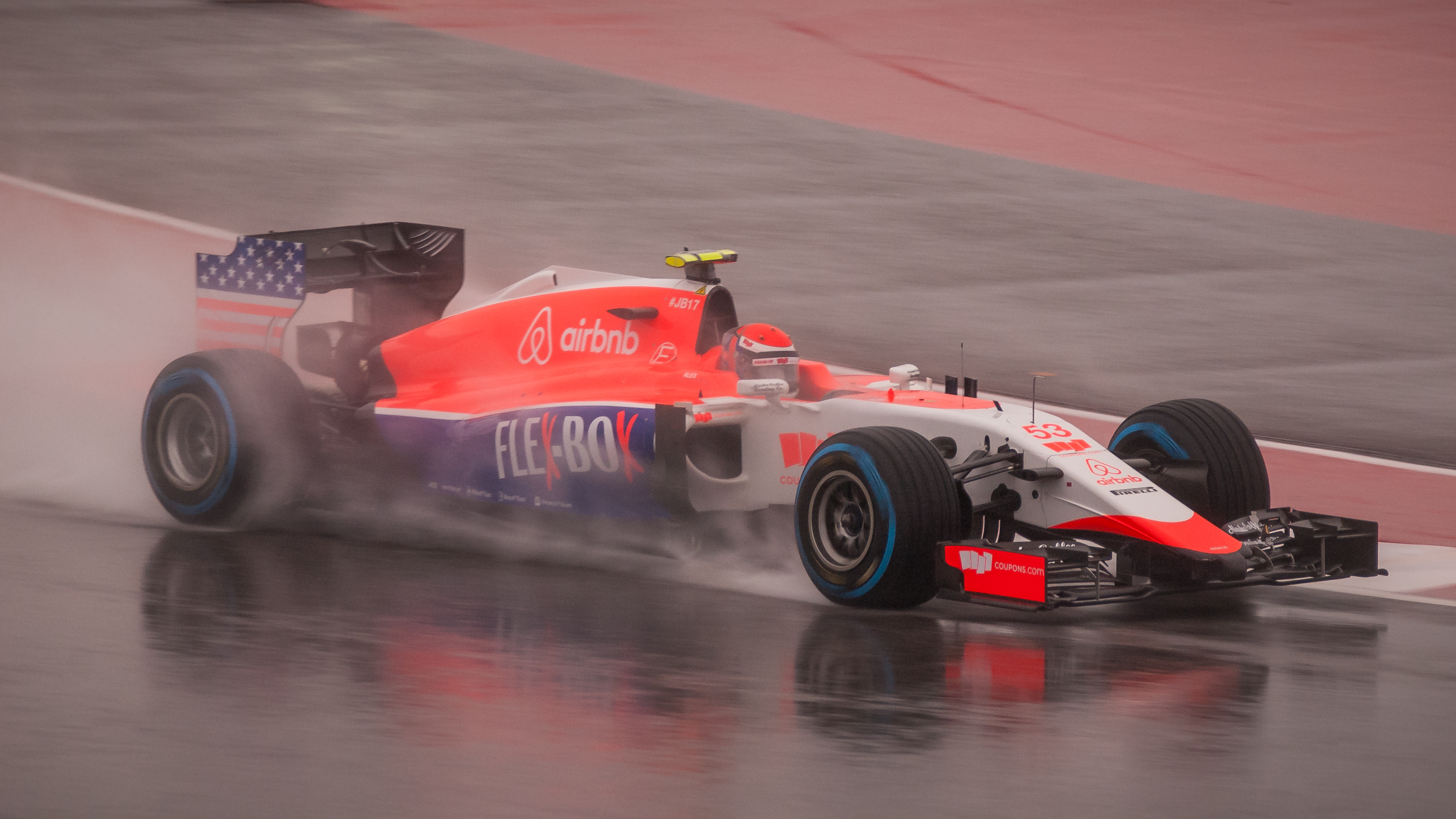
Alexander Rossi en el Gran Premio de los Estados Unidos de 2015.

Al igual que su antecesor, el Marussia MR03, el MR03B ocupó la zona de la cola en todas las carreras. Comenzó la temporada como Will Stevens y Roberto Merhi como pilotos titulares y Jordan King como probador.
En el Gran Premio de Australia, el equipo se presentó para correr con el Marussia MR03 con algunos cambios en el morro para adaptarse a la nueva normativa, utilizando el motor Ferrari de la temporada 2014.
Sin embargo, al no poseer el software del propulsor Ferrari de la anterior temporada, el equipo no pudo salir a disputar ninguna de las sesiones del Gran Premio, problemas que se subsanaron para la siguiente fecha, el Gran Premio de Malasia. Sin embargo, solo pudo tomar parte de la salida Roberto Merhi, mientras que Will Stevens tras muchos problemas en los entrenamientos libres no pudo tan siquiera salir a clasificar ni a correr el GP, mientras que Merhi pudo terminar toda la carrera doblado varias veces.
Para el Gran Premio de China finalmente ambos pilotos pudieron comenzar y terminar el Gran Premio completo, superando sin problemas la regla del 107%, al igual que sucedió en el Gran Premio de Baréin.
Durante el Gran Premio de Canadá el equipo recibió el patrocinio de la compañía de viajes Airbnb, colocando su logo en el morro y en el capó del motor de los coches, y para el Gran Premio de Gran Bretaña recibió el patrocinio de la compañía Flex-Box que decoraría los laterales de los monoplazas.
Asimismo, durante el Gran Premio de Gran Bretaña de 2015 el MR03B recibiría su primer paquete de mejoras. Estos cambios ya habían sido programados cuando el equipo competía como Marussia en la temporada 2014, pero por falta de fondos no habían podido ser introducidos.

## Resultados

### Fórmula 1
(Clave) (negrita indica pole position) (cursiva indica vuelta rápida)

| Año  | Motor                      | Neu. | N.º | Pilotos         | 1   | 2   | 3   | 4   | 5   | 6   | 7   | 8   | 9   | 10  | 11  | 12  | 13  | 14  | 15  | 16  | 17  | 18  | 19  | Puntos | Pos. |
| ---- | -------------------------- | ---- | --- | --------------- | --- | --- | --- | --- | --- | --- | --- | --- | --- | --- | --- | --- | --- | --- | --- | --- | --- | --- | --- | ------ | ---- |
| 2014 | Ferrari 059/3 1.6 V6 Turbo | P    |     |                 | AUS | MYS | BHR | CHN | ESP | MON | CAN | AUT | GBR | GER | HUN | BEL | ITA | SIN | JPN | RUS | USA | BRA | ABU | 2      | 9.º  |
| 2014 | Ferrari 059/3 1.6 V6 Turbo | P    | 4   | Max Chilton     | 13  | 15  | 13  | 19  | 19  | 14  | Ret | 17  | 16  | 17  | 16  | 16  | Ret | 17  | 18  | Ret |     |     |     | 2      | 9.º  |
| 2014 | Ferrari 059/3 1.6 V6 Turbo | P    | 17  | Jules Bianchi   | NC  | Ret | 16  | 17  | 18  | 9   | Ret | 15  | 14  | 15  | 15  | 18† | 18  | 16  | 20† |     |     |     |     | 2      | 9.º  |
| 2015 | Ferrari 059/3 1.6 V6 Turbo | P    |     |                 | AUS | MYS | CHN | BHR | ESP | MON | CAN | AUT | GBR | HUN | BEL | ITA | SIN | JPN | RUS | USA | MEX | BRA | ABU | 0      | 10.º |
| 2015 | Ferrari 059/3 1.6 V6 Turbo | P    | 28  | Will Stevens    | DNP | DNS | 15  | 16  | 17  | 17  | 17  | Ret | 13  | 16† | 16  | 15  | 15  | 19  | 14  | Ret | 16  | 17  | 18  | 0      | 10.º |
| 2015 | Ferrari 059/3 1.6 V6 Turbo | P    | 53  | Alexander Rossi |     |     |     |     |     |     |     |     |     |     |     |     | 14  | 18  |     | 12  | 15  | 18  |     | 0      | 10.º |
| 2015 | Ferrari 059/3 1.6 V6 Turbo | P    | 98  | Roberto Merhi   | DNP | 15  | 16  | 17  | 18  | 16  | Ret | 14  | 12  | 15  | 15  | 16  |     |     | 13  |     |     |     | 19  | 0      | 10.º |

- Pilotos y constructores suman puntos dobles en el Gran Premio de Abu Dabi.